# جون جي فول
جون جيمس فول ولد 3 ماي 1922 في سينسيناتي اوهايو وتوفي 12 سبتمبر 1987وهو الاخ الاكبر في اخوته الخمس و كان ضابطًا محترفًا في القوات الجوية للولايات المتحدة وقائد طيران في الحرب العالمية الثانية. طاير طائرات موستانج من طراز P-51 مع سرب المقاتلات رقم 308 التابع للمجموعة المقاتلة الحادية والثلاثين .و قد كان ثالث أعلى النقاط في الحرب من طراز P-51 موستانج، وهوافضل لاعب في القوات الجوية الأمريكية في مسرح العمليات في البحر الأبيض المتوسط والقوة الجوية الخامسة عشرة ، مع 21 انتصارًا جويًا.

## فهرس
- Scutts، Jerry (1995). Mustang aces of the Ninth & Fifteenth Air Forces & the RAF. Osprey Aerospace. ISBN:1855325837. OCLC:34113576.